# Moyie Springs
Moyie Springs é uma cidade localizada no estado americano de Idaho, no Condado de Boundary.

## Demografia
Segundo o censo americano de 2000, a sua população era de 656 habitantes.
Em 2006, foi estimada uma população de 728, um aumento de 72 (11.0%).

## Geografia
De acordo com o United States Census Bureau tem uma área de
3,9 km², dos quais 3,9 km² cobertos por terra e 0,0 km² cobertos por água. Moyie Springs localiza-se a aproximadamente 546 m acima do nível do mar.

## Localidades na vizinhança
O diagrama seguinte representa as localidades num raio de 56 km ao redor de Moyie Springs.